# Precious Ugwu
Precious Joel Uche-Chukwu Ugwu (Filderstadt, 8 februari 2006) is een Nederlands-Duits voetballer die bij voorkeur als centrale verdediger speelt. Hij verruilde in 2025 Ajax voor FC Volendam.

## Clubcarrière
Ugwu debuteerde op 26 februari 2024 voor Jong Ajax in de Eerste divisie tegen Telstar. Hij viel na 83 minuten in voor Olaf Gorter. Op 28 juli 2023 tekende hij een eerste profcontract. Op 24 februari 2025 scoorde hij tegen SC Cambuur zijn eerste doelpunt voor de ploeg. Op 24 november 2024 zat Ugwu voor het eerste bij de selectie van Ajax 1. Hij kwam niet in actie.
Medio 2025 maakte Ugwu de overstap naar FC Volendam, dat net gepromoveerd was naar de Eredivisie. Hij tekende een contract tot de zomer van 2028.

## Statistieken
| Seizoen | Club      | Competitie     | Competitie | Competitie | Beker | Beker | Overig | Overig | Totaal | Totaal |
| Seizoen | Club      | Competitie     | Wed.       | Dlp.       | Wed.  | Dlp.  | Dlp.   | Dlp.   | Wed.   | Dlp.   |
| ------- | --------- | -------------- | ---------- | ---------- | ----- | ----- | ------ | ------ | ------ | ------ |
| 2023/24 | Jong Ajax | Eerste divisie | 4          | 0          | –     | –     | –      | –      | 4      | 0      |
| 2024/25 | Jong Ajax | Eerste divisie | 27         | 1          | –     | –     | –      | –      | 27     | 1      |
| Totaal  | Totaal    | Totaal         | 31         | 1          | –     | –     | –      | –      | 31     | 1      |

Bijgewerkt op 27 juni 2025.

## Interlandcarrière
Ugwu speelde voor verschillende jeugdelftallen van Nederland. Naast Nederland kan hij ook uitkomen voor Duitsland, Bosnië en Herzegovina en Nigeria. In 2025 won hij het EK Onder 19 met Nederland.

## Erelijst
| EK Onder 19 | 1x | 2025 |

2 Beukers ·
3 Amevor ·
4 Mbuyamba ·
5 Anita ·
6 Plat ·
7 Ould-Chikh ·
8 Jacobs ·
9 Veerman  ·
10 Kuwas ·
11 Oehlers ·
12 Payne ·
14 Steur ·
15 Bouziane ·
16 Ngom ·
18 Bukala ·
19 Mau-Asam ·
20 Van Oevelen ·
21 Mühren ·
22 Lauwers ·
23 Curiel ·
25 Blondeau ·
26 Cabral ·
28 Esajas ·
30 Samson ·
31 Wong-A-Soij ·
32 Leliendal ·
34 Nazih ·
36 De Haan ·
39 Zijlstra ·
46 Van der Horst ·
53 Bijnoe ·
77 Demircioğlu ·
Coach: Kruys
· Assistent-coach: Van Boven
· Assistent-coach: Dingsdag
· Keeperstrainer: Van der Geest
1 Heerkens ·
2 Read  ·
3 Ugwu ·
4 Janse  ·
5 Dijkstra ·
6 Land ·
7 Oufkir ·
8 Verkuijl ·
9 Konadu ·
10 Smit ·
11 Sliti ·
12 Boogaard ·
13 Van der Plas ·
14 Van Aarle ·
15 Redmond ·
16 Zeggen ·
17 Panneflek ·
18 Rots ·
19 Vennegoor of Hesselink ·
20 Braem ·
Coach: Van der Veen